# Claudius Crozet
Claude "Claudius" Crozet (31 de diciembre de 1789 - 29 de enero de 1864) fue un militar, educador e ingeniero civil francés naturalizado estadounidense.
Crozet nació en Francia y se formó como oficial de artillería e ingeniero civil. Después de la derrota del ejército de Napoleón, emigró a los Estados Unidos en 1816 y se unió al Ejército de los Estados Unidos los Ejército de los Estados Unidos como profesor en la Academia de West Point.  Tras renunciar a su cargo en 1823, comenzó a trabajar en la Junta de Obras Públicas de Virginia y supervisó la planificación y construcción de canales, caminos, puentes y ferrocarriles en Virginia, incluida el área que se convirtió en Virginia Occidental durante la Guerra Civil Americana (durante la que Crozet se puso del lado de los confederados). También contribuyó a fundar el Instituto Militar de Virginia en 1839 y se ganó el apodo de "Pathfinder of the Blue Ridge" (Pionero de la Cordillera Azul). 

## Primeros años y familia
Crozet nació en Villefranche, Provenza-Alpes-Costa Azul, Francia, en 1789, hijo de Pierrette Varion y de su esposo, el comerciante de vinos François Crozet. Su madre murió cuando era un niño, y su padre se mudó a París en 1800 con Claude y dos hermanos. Claude consiguió permiso para asistir a la École Polytechnique en 1805. Estudió ingeniería (incluida la construcción de puentes), recibió formación militar, y se graduó como subteniente el 1 de octubre de 1807. Posteriormente ingresó en la Escuela de Artillería Imperial de Metz, obteniendo el rango de segundo teniente el 9 de junio de 1809. Así, sirvió en el ejército francés liderado por Napoleón Bonaparte, y ascendió a capitán el 22 de julio de 1812 durante la invasión de Rusia. En la batalla de Borodinó, en septiembre de 1812, el capitán Crozet fue hecho prisionero, pero fue puesto en libertad en 1814 y volvió al servicio militar en el ejército francés. Napoleón renunció en abril de 1814, pero regresó al poder aproximadamente un año después, fue derrotado en la batalla de Waterloo el 18 de junio de 1815 y se rindió aproximadamente un mes después. Crozet renunció al ejército francés el 11 de abril de 1816. 
El 7 de junio de 1816 se casó en París con Agathe Decamp, y tendrían dos hijas (Agatha y Claudia Crozet Mills) y un hijo (Alfred) antes de la muerte de su esposa en marzo de 1861.

## Inmigración a Estados Unidos
A fines del otoño de 1816, Crozet y su novia se dirigieron a los Estados Unidos. Casi inmediatamente después de llegar, Crozet comenzó a trabajar como profesor de ingeniería en la Academia Militar de los Estados Unidos en West Point, Nueva York. Mientras permaneció en la academia militar, se piensa que Crozet fue el primero en emplear la pizarra como herramienta de instrucción. Utilizó el "Curso elemental de ingeniería civil", traducido del curso de MJ Sganzin de la École polytechnique. También diseñó varios de los edificios de West Point. Thomas Jefferson se refirió a Crozet como "el mejor matemático de los Estados Unidos". Mientras estaba en West Point, publicó Un Tratado sobre Geometría Descriptiva.

## Vida en Virginia

### Junta de Obras Públicas de Virginia
En 1823, Crozet fue elegido ingeniero principal y topógrafo de la Junta de Obras Públicas de Virginia. Renunció a sus deberes en West Point y trajo a su esposa y dos hijos (un niño y una niña) para instalarse en Richmond, Virginia. 
La Junta de Obras Públicas de Virginia fue muy activa en la promoción del desarrollo de canales, carreteras y ferrocarriles. Su trabajo incluyó la aprobación de varias propuestas y la determinación de la viabilidad de las obras de ingeniería. En ese momento, Virginia se extendía desde el océano Atlántico hasta el río Ohio y era el estado más grande al este del río Misisipi. Incluía lo que ahora es el estado de Virginia Occidental. Crozet trabajó en cientos de proyectos de transporte, como el Northwestern Turnpike. 
Típico de sus muchos proyectos de esta naturaleza fue el Ferrocarril de Chesterfield, el primero en Virginia, cuyos planes examinó antes de que se aprobaran los fondos de la Junta de Obras Públicas. Comenzó a operar en 1831. 
En 1832 dejó Virginia para trabajar en Luisiana. Sin embargo, regresó a su antiguo trabajo en Virginia en 1837 para dedicarse al proyecto de carreteras, canales, ferrocarriles y otras obras necesarias para el estado.  Por aquel entonces, algunos ferrocarriles ya estaban en construcción y el sistema de canales había alcanzado su potencial. Dejó el cargo en 1843, después de perder el apoyo de los propietarios de los canales, cuando pronosticó correctamente las ventajas que los ferrocarriles tendrían para Virginia. Autor de libros de texto sobre diseño de carreteras, ferrocarriles y acueductos, su mapa de 1848 de todo el estado fue el primero desde el preparado más de un siglo antes por Peter Jefferson, padre de Thomas Jefferson. 

### Instituto Militar de Virginia

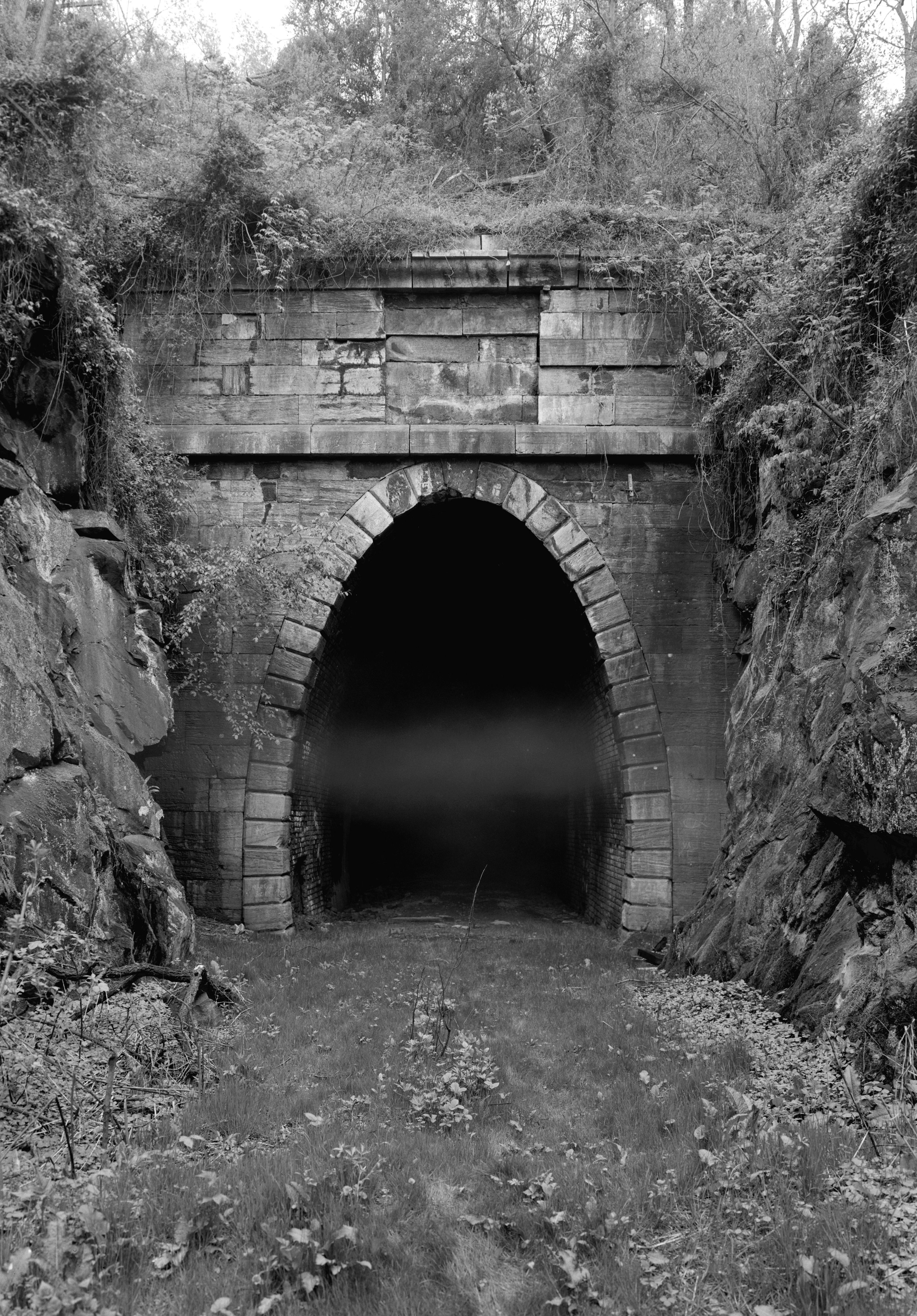
La entrada norte al túnel de Blue Ridge

Crozet fue uno de los fundadores del Instituto Militar de Virginia (IMV) en Lexington, Virginia, una importante institución de capacitación para ingenieros y oficiales de la milicia de Virginia y del Sur. Cuando el instituto abrió sus puertas en 1839, Crozet era el artífice del programa académico y de la organización militar de la universidad. En su primera reunión, los miembros de la Junta de Visitantes del IMV eligieron presidente de la Junta a Crozet, cargo que ocupó durante seis años (mientras seguía siendo Ingeniero Jefe del estado). 
Sin embargo, sus variados deberes significaban que Crozet no residía en Lexington, Virginia. En 1840 vivía con su familia y cinco esclavos en Richmond, Virginia. Diez años más tarde, con al menos dos ingenieros mucho más jóvenes, se trasladó con el propietario de una plantación, John T. Cocke, al condado de Albemarle, Virginia.

### Túneles de la cordillera Azul
En 1839, Crozet examinó la cordillera Azul y determinó que la mejor manera de permitir que el ferrocarril "Blue Ridge Railroad" (una extensión del "Virginia Central Railroad") cruzara la montaña sería a través de una serie de cuatro túneles (de este a oeste: Túnel de Greenwood, Túnel de Brookville, Túnel de Little Rock, y Túnel de Blue Ridge) cerca de Rockfish Gap en Afton Mountain. El Túnel de Blue Ridge (de 1302 m) se abrió en 1856, aunque el servicio ferroviario no comenzó hasta abril de 1858. En ese momento, era el túnel más largo de los Estados Unidos y uno de los más largos del mundo. Excavado una década antes de la invención de la dinamita, se le consideraba una "maravilla de la ingeniería del mundo". La construcción, iniciada por las dos bocas simultáneamente, se realizó con tal precisión que quedó a menos de 15 centímetros de la alineación perfecta.  Al finalizar los túneles en 1858, el "Blue Ridge Railroad" dejó de existir y se convirtió en parte del "Virginia Central Railroad". 
Durante la Guerra Civil Americana, el general confederado Thomas Stonewall Jackson, un exinstructor de la Institución Militar de Virgina, usó el túnel de Crozet para transferir rápidamente su "caballería de a pie" (comparable a una fuerza de despliegue rápido hoy en día) desde el Valle de Shenandoah al lado este de la Cordillera Azul, ante la perplejidad y la consternación de los líderes militares de la Unión. 
En 1868, el Ferrocarril Central de Virginia se fusionó con el Ferrocarril de Covington y Ohio para crear el Ferrocarril de Chesapeake y Ohio. El túnel original siguió prestando servicio hasta que fue reemplazado por una alineación diferente en 1944. Tal vez como mudo testimonio de las extraordinarias habilidades de Crozet, el "nuevo" túnel de mediados del siglo XX se desvió más de 120 cm durante su construcción, cuando el desajuste de Crozet en el primer túnel, con tecnología 100 años más antigua, había sido de tan solo 15 cm.

## Muerte y legado

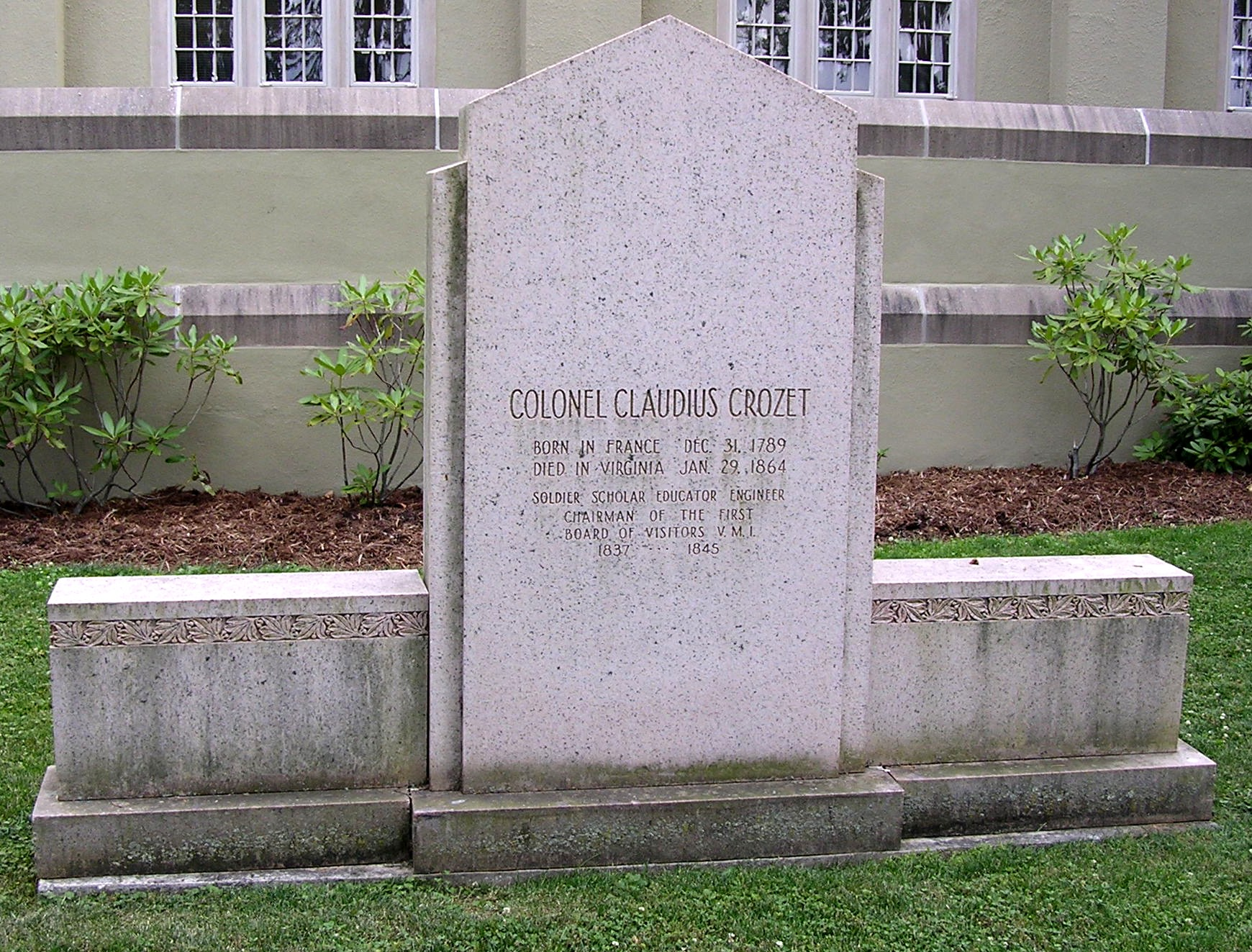
La tumba de Crozet en el campus del Instituto Militar de Virginia, en Lexington, Virginia

Crozet murió en enero de 1864 en la residencia de su hija y de su yerno, cuando la Confederación ya estaba perdiendo la Guerra Civil, pero más de un año antes de su derrota. Inicialmente fue enterrado cerca de su esposa e hijos en el cementerio de Shockhoe Hill, pero en 1942 sus restos fueron trasladados al cementerio del Instituto Militar de Virginia. Cientos de planos y dibujos que supervisó se han conservado en los archivos de la Biblioteca de Virginia. 
La ciudad de Crozet, Virginia, fue nombrada en su honor en 1870.
El Túnel de Blue Ridge original se ha propuesto para formar parte de un proyecto de "vía verde ferroviaria" patrocinada por el Condado de Nelson. Cuando se complete, será el tercer túnel peatonal más largo de Estados Unidos. 
El IMV también llamó a su comedor en su honor, por lo que los cadetes a veces lo llaman cariñosamente "Club Crozet". 